# مارکوس برگ
بنگت اریک مارکوس بری (سوئدی: Bengt Erik Marcus Berg؛ زادهٔ ۱۷ اوت ۱۹۸۶) بازیکن فوتبال اهل سوئد است.

## باشگاهی
از باشگاه‌هایی که در آن بازی کرده‌است می‌توان به هامبورگ، پی‌اس‌وی، خرونینگن، گوتبورگ، پاناتینایکوس، العین و کراسنودار اشاره کرد.

## تیم ملی
وی همچنین در تیم ملی فوتبال سوئد نیز بازی می‌کند.